# Lundby (Kungälv)
Lundby is een plaats in de gemeente Kungälv in het landschap Bohuslän en de provincie Västra Götalands län in Zweden. De plaats heeft 99 inwoners (2005) en een oppervlakte van 14 hectare.